# Answer

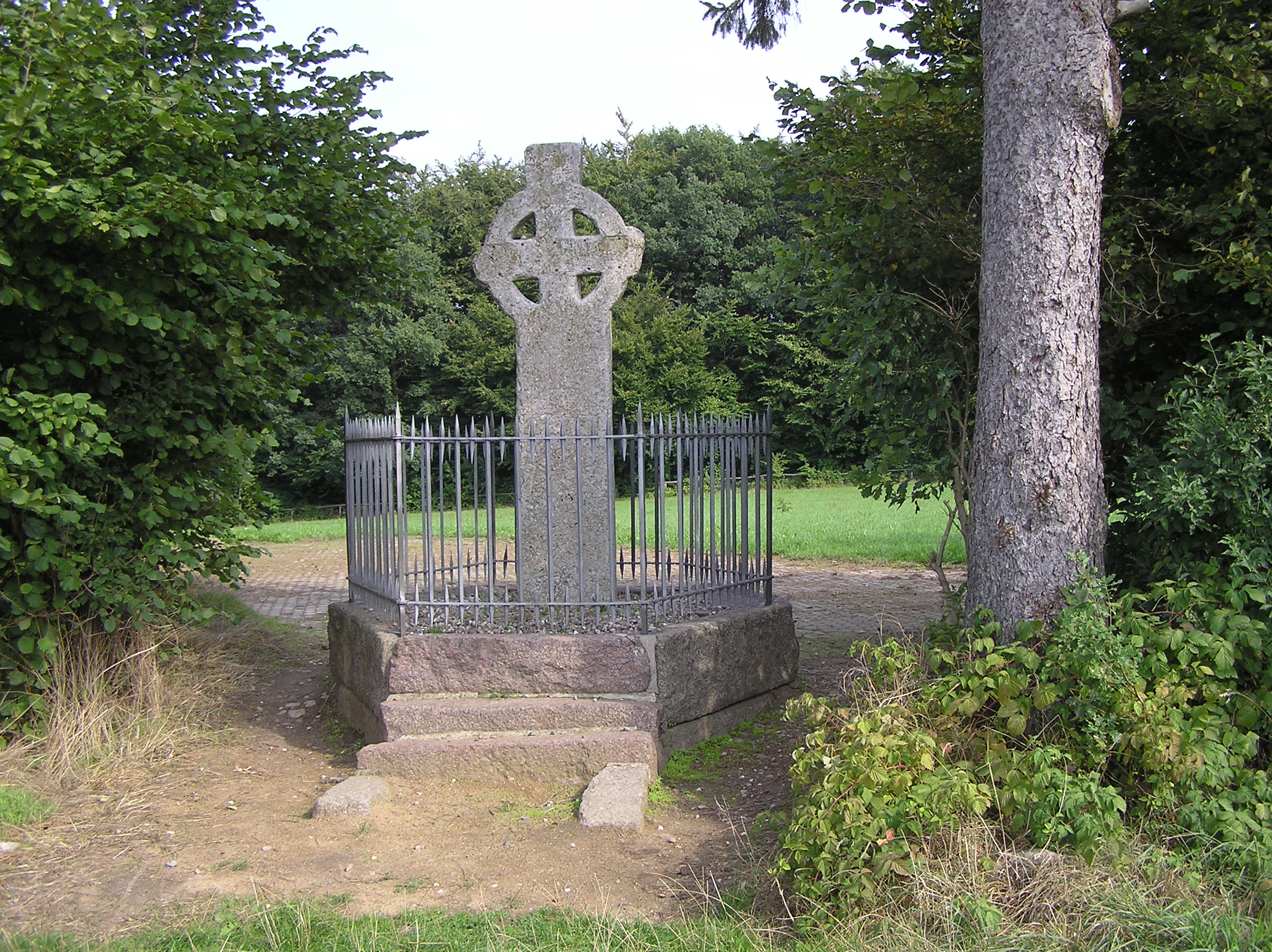
Krzyż Answera w Einhaus

Answer z Ratzeburga (ur. w 1038 w Hedebie (Szlezwik), zm. 15 lipca 1066 pod Ratzeburgiem) – mnich benedyktyński, opat klasztoru św. Jerzego na wzgórzu (niem. St. Georg auf dem Berge), męczennik i święty Kościoła katolickiego.

## Życiorys
Answer pochodził z bogatej rodziny szlacheckiej z Saksonii. Wychowany w wierze chrześcijańskiej, jako piętnastolatek udał się do Ratzeburga i wstąpił do tamtejszego klasztoru benedyktyńskiego. Okolice Ratzeburga od ponad 300 lat były zamieszkane przez pogańskie plemiona słowiańskie. Nieopodal Ratzeburga, na wyspie Ratzeburger Insel, Słowianie oddawali cześć bogini o imieniu Żywa. Latem 1066 doszło do zbrojnego wystąpienia Słowian przeciwko Sasom. Kościół i klasztor w Ratzeburgu został częściowo zniszczony, a opat Answer razem z osiemnastoma mnichami dostał się do niewoli. Wszyscy zmarli śmiercią męczeńską przez ukamienowanie z rąk Słowian. 
Answer został pochowany w ruinach kościoła św. Jerzego. W 1170 jego szczątki zostały przeniesione do katedry w Ratzeburgu. W katedrze znajduje się 12 tablic z malowidłami przedstawiającymi żywot i męczeńską śmierć Answera.
Od poł. XV w. w Einhaus (domniemanym miejscu ukamienowania) stoi kamienny krzyż z gotlandzkiego wapienia, tzw. krzyż Answera. Od 1950 krzyż ten jest celem pielgrzymek katolickich, przybywających tu co roku w drugą niedzielę września.
Answer został ogłoszony świętym w 1147 przez papieża Eugeniusza III.
Jego wspomnienie liturgiczne obchodzone jest w dzienną pamiątkę śmierci.